# Qt公司
Qt公司是一家总部位于芬兰的跨国软件公司，其客户遍布180多个国家和地区的70多个行业，产品涉及UI设计、软件开发和质量管理和部署。Qt Group于2016年在赫尔辛基证券交易所上市，并于2021年成为OMX赫尔辛基25指数成分股。

## 产品
- Qt Framework，跨平台的C++库，涵盖GUI、网络编程、SQL数据库等[5]。
- Qt Creator，跨平台的IDE，用于开发桌面、移动和嵌入式平台应用程序[6]。
- Qt Design Studio，UI设计构成工具，可以根据Figma、Adobe XD或Adobe Photoshop等设计工具创建的UI设计自动生成代码[7]。
- Qt质量保证，适用于多种开发平台及开发方式（例如Windows、Java和Web）的质量管理工具[8]。
- Qt Digital Ads，用于在移动端、桌面端或嵌入式端软件中投放广告[9]。

## 历史

##### 早期（奇趣科技）
奇趣科技（英語：Trolltech）由Eirik Chambe-Eng和Haavard Nord于1994年3月成立，并于2006年7月在奥斯陆证券交易所挂牌上市。
为促进奇趣科技在中国及亚洲各地的业务与合作及为本地客户提供相关服务及支持，奇趣科技于2005年3月和2007年5月，在中国设立代表处及成立全资子公司“奇趣科技（北京）有限公司”以取代代表处。

##### 诺基亚收购
2008年，诺基亚以1.53亿美元收购奇趣科技并将其改名为Qt Software，以加速诺基亚针对移动终端和桌面应用跨平台的软件战略的实施，以及拓展其互联网服务业务。2009年8月，Qt Software再次改名为Qt开发框架（英語：Qt Development Frameworks）。

##### Digia收购与独立
Digia Oyj于2011年至2012年间从诺基亚收购所有Qt业务，并计划使Qt支持Android、iOS和Windows 8。2016年3月，Qt公司（英語：Qt Group）被Digia Oyj分拆为独立公司，并于同年5月在赫尔辛基证券交易所掛牌上市。